# Dipol-Dipol-Kräfte

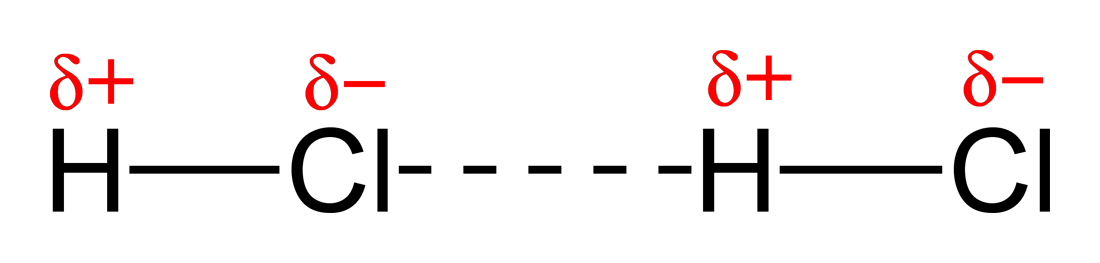
Dipol-Dipol-Kräfte zwischen zwei Chlorwasserstoffmolekülen (HCl)

Als Dipol-Dipol-Kräfte (auch Dipol-Dipol-Wechselwirkungen, Keesom-Kräfte oder Keesom-Wechselwirkungen genannt) werden die Kräfte bezeichnet, die zwischen Molekülen herrschen, die ein permanentes elektrisches Dipolmoment besitzen (für die magnetische Dipol-Dipol-Wechselwirkung, z. B. in einem paramagnetischen oder ferromagnetischen Festkörper, gilt analoges). Die Stärke ist von der Entfernung und relativen Orientierung des Dipols abhängig.
Diese zwischenmolekularen Kräfte sind schwächer als die Kräfte bei den Wasserstoffbrückenbindungen, jedoch stärker als die London-Kräfte (Van-der-Waals-Kräfte im engeren Sinne).
Bei Atombindungen innerhalb von Molekülen unterscheidet man anhand der Differenz der Elektronegativität zwischen den kovalenten oder unpolaren Bindungen (Differenz der Elektronegativität ist 0,0–0,4) und den polaren Bindungen (Differenz der Elektronegativität ist 0,4–1,7).
Bei den polaren Bindungen werden die Bindungselektronen zu dem elektronegativeren Atom hin angezogen. Dadurch erhält das Molekül eine negative und eine positive Partialladung.
So hat das Wasser-Molekül ein intrinsisches Dipolmoment, das CH4-Molekül aber nicht.
Es liegt allerdings erst dann ein Dipol vor, wenn ein Ersatzvektor gebildet werden kann. Man spricht auch davon, dass die „negativen und positiven Ladungsschwerpunkte nicht auf einen Punkt zusammenfallen“.